# Leptogium contortum
Leptogium contortum är en lavart som beskrevs av Sierk. Leptogium contortum ingår i släktet Leptogium och familjen Collemataceae.   Inga underarter finns listade i Catalogue of Life.